# Mike Farrell

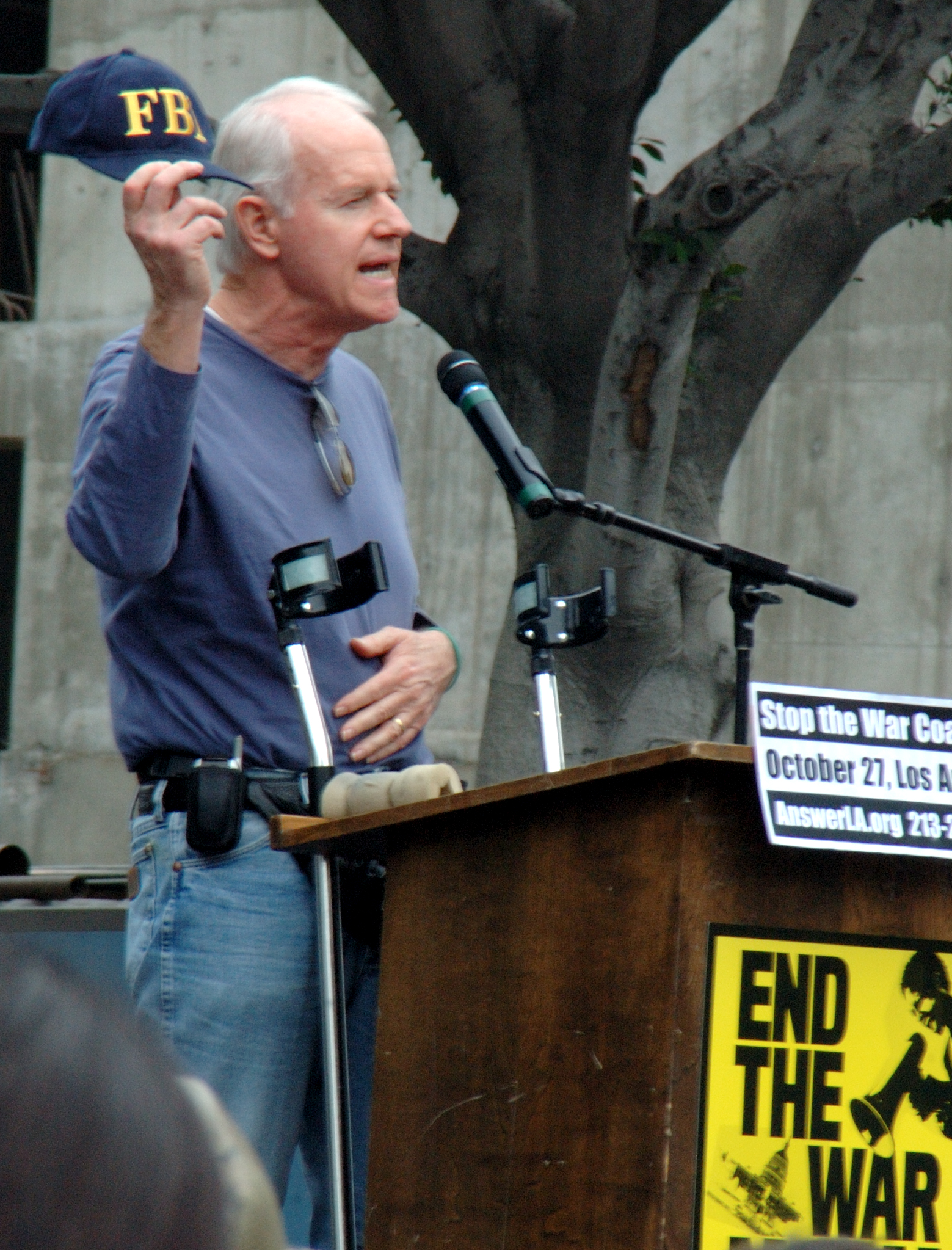
Mike Farrell

Mike Farrell (nascut el 6 de febrer de 1939) és un actor estatunidenc, més conegut per al seu paper com capità B.J. Hunnicutt en la sèrie popular de televisió M*A*S*H (1975-83). Més recentment, Farrell col·laborà en a sèrie de televisió Providence (1999-2002).